# 13 de abril
El 13 de abril es el 103.º (centésimo tercer) día del año en el calendario gregoriano y el 104.º en los años bisiestos. Quedan 262 días para finalizar el año.

## Acontecimientos
- 1111: Enrique V es coronado como monarca del Sacro Imperio Romano Germánico.
- 1204: la Cuarta cruzada conquista Constantinopla.
- 1250: la Séptima cruzada es derrotada en Egipto, Luis IX de Francia es capturado.
- 1256: el papa Alejandro IV publica la bula Licet ecclésiae cathólicae, que crea la Gran Unión de la Orden de San Agustín.
- 1365: en Baja Carniola (actual Eslovenia) Rodolfo IV de Austria funda la ciudad de Novo Mesto (Rudolfswert).
- 1499: el papa Alejandro VI publica una bula que autoriza al cardenal Cisneros la creación de la Universidad de Alcalá de Henares (España).
- 1534: en Londres, el humanista inglés Tomás Moro (autor de Utopía), se niega a firmar el acta que reconocía a Enrique VIII como jefe de la iglesia y su divorcio de Catalina de Aragón.
- 1641: llega desde Madrid a la localidad cacereña de Serradilla la imagen del Cristo de la Victoria, después de muchas dificultades.
- 1742: en Dublín (Irlanda) Georg Friedrich Händel presenta su obra El Mesías.
- 1796: a Estados Unidos llega el primer elefante proveniente de la India.
- 1813: en Chile, Francisco Antonio Pérez asume como presidente de la Junta de Gobierno.
- 1829: en el Reino Unido, el parlamento da la libertad de culto a los católicos.
- 1831: en Brasil, el emperador Pedro I firma su abdicación y parte al exilio.
- 1840: en el Vaticano, el papa Gregorio XVI reconoce oficialmente la independencia de Chile.
- 1849: en el marco de las revoluciones de 1848, Hungría se convierte en una efímera república.
- 1855: en Ayerbe, la antigua iglesia de Nuestra Señora del Remedio, se inaugura como parroquia de San Pedro.
- 1861: en el marco de la guerra de Secesión estadounidense (1861-1865), Fort Sumter se rinde a las fuerzas confederadas.
- 1868: Amba Mariam es capturada por fuerzas indo-británicas. Termina la Guerra de Abisinia.

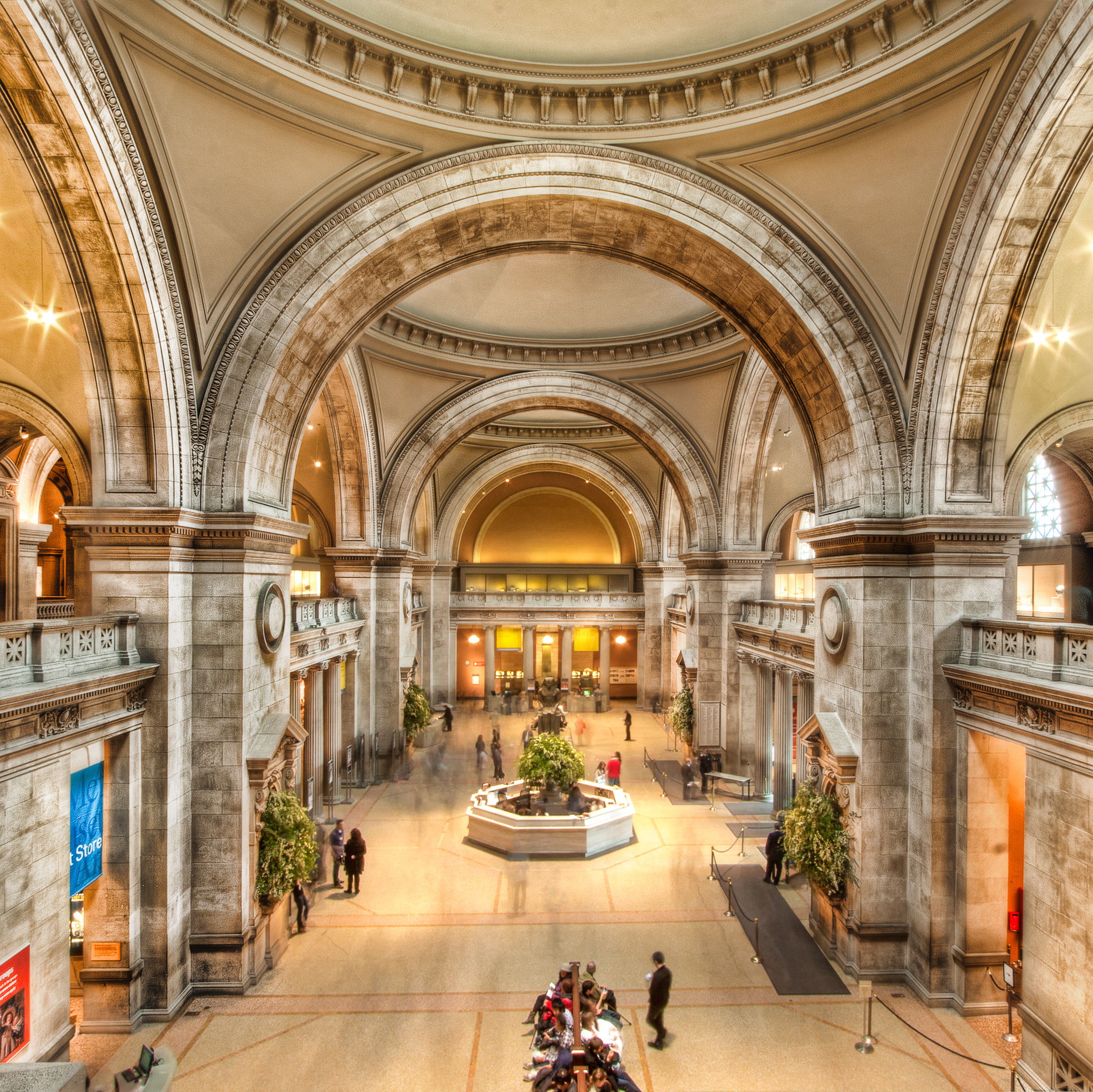
Museo Metropolitano de Arte

- 1870: en Nueva York se crea el MOMA (Museo Metropolitano de Arte).
- 1873: en Luisiana (Estados Unidos) sucede la Masacre de Colfax. Un grupo de blancos asesina a 150 negros y esconden sus cadáveres.
- 1898: en Washington, el presidente de Estados Unidos accede a invadir Cuba para expulsar a los españoles y apropiarse de la isla (junto con Puerto Rico y Filipinas).
- 1900: se funda la Unión Ciclística Internacional (UCI).
- 1909: en el Imperio otomano comienza el Contragolpe de 1909, los monárquicos derrocan al gobierno progresista de los Jóvenes Turcos.[1]
- 1913: en La Habana se celebra el primer combate de boxeo en Cuba por el título nacional de los 51 kg, el mismo corrió a cargo del campeón seleccionado Víctor Achán y Florentino Llano y tuvo como escenario un improvisado cuadrilátero instalado en la casa de Mike Febles, Achán puso fuera de combate a Llano en el primer asalto.
- 1913: Intento fallido de asesinato al rey Alfonso XIII con un proyectil.
- 1919: en Amritsar (India) las fuerzas coloniales británicas al mando de Reginald Dyer perpetran la Masacre de Amritsar; ametrallan a una multitud de miles de hombres, mujeres y niños sijes, hinduistas y musulmanes desarmados, que estaban reunidos en el jardín de Jallianwala para el festival de Vaisakhi (Año Nuevo). Son asesinados unos 1800, y quedan varios miles de heridos.
- 1919: se establece el gobierno provisional de la República de Corea.
- 1939: se crea el Hindustani Lal Sena (Ejército Rojo Hindú) y comienza la lucha armada contra los británicos.
- 1941: la Unión Soviética y Japón firman un tratado de paz.
- 1943: en el marco de la Segunda Guerra Mundial, se descubre la ejecución por parte de las fuerzas soviéticas de prisioneros de guerra en el bosque de Katyn.

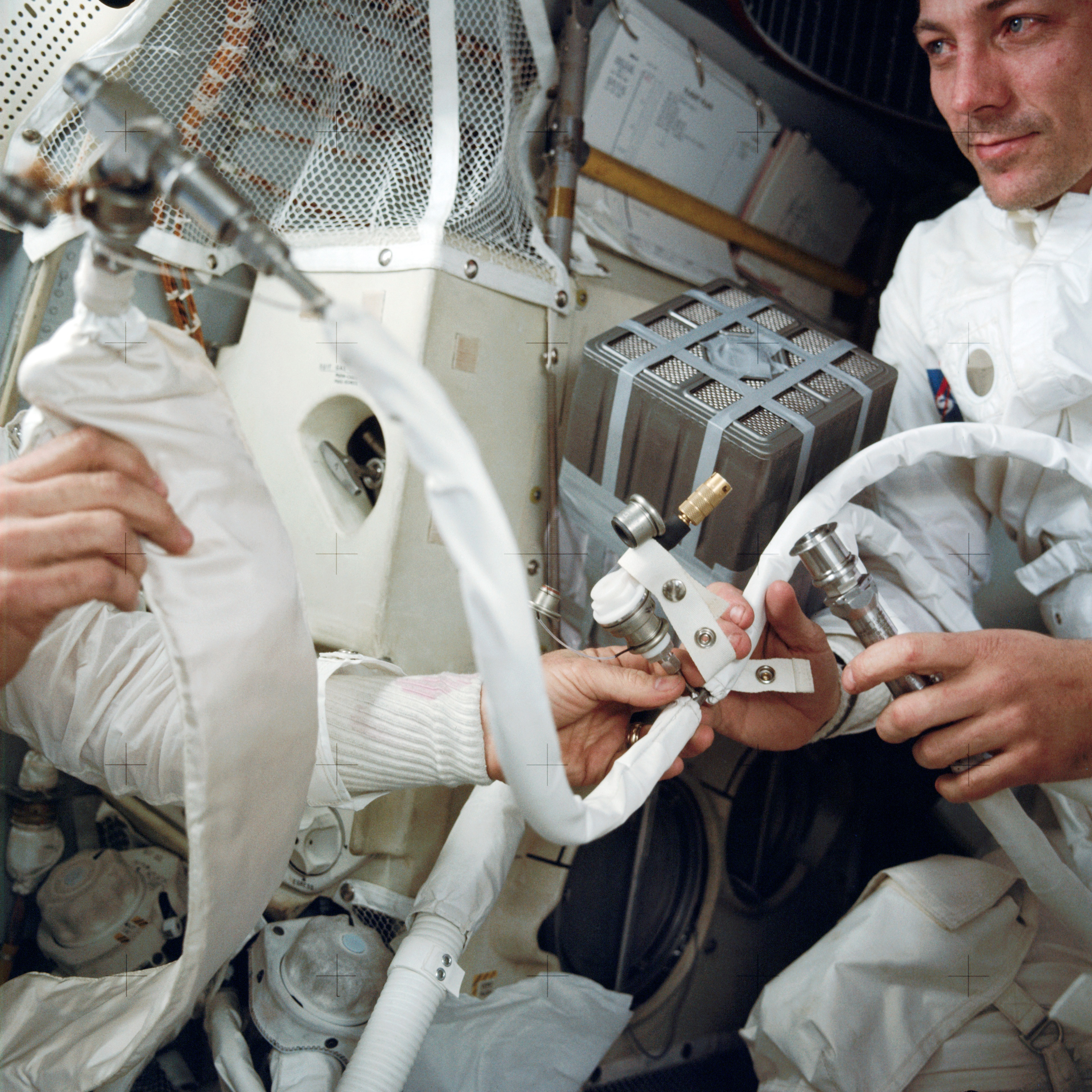
Astronautas del Apolo 13 improvisando soluciones tras la explosión

- 1943: en la bahía de San Francisco, se escapan cuatro presos (James Boarman, Fred John Hunter, Harold Brest y Floyd Hamilton) de la Prisión de Alcatraz.
- 1944: Nueva Zelanda y la Unión Soviética establecen relaciones diplomáticas.
- 1945: en Gardelegen (Alemania), las SS dirigen la incineración de más de 1000 prisioneros de guerra, en la conocida como Masacre de Gardelegen.
- 1948: en Sheij Yarrah (cerca de Jerusalén) fuerzas árabes asesinan a 77 doctores, enfermeras y estudiantes de medicina.
- 1953: en Estados Unidos, Allen Dulles (director de la CIA) lanza el programa de control mental que fue llamado MK Ultra.
- 1958: en Moscú, el pianista Van Cliburn (23) se convierte en el primer estadounidense que participa en el Concurso Internacional Chaikovski.
- 1961: En La Habana, Carlos González Vidal (23 años), incendia El Encanto, la tienda departamental más prestigiosa de la ciudad. Muere la miliciana socialista Fe del Valle (43). González ―que era empleado de la tienda y miembro del grupo contrarrevolucionario MRP (Movimiento Revolucionario del Pueblo), pagado por la CIA estadounidense― será ejecutado el 19 de septiembre por un pelotón de fusilamiento en la fortaleza de La Cabaña.
- 1965: en el estudio Abbey Road (en Londres), Los Beatles realizan la última toma de la grabación del disco Help.
- 1970: un tanque de oxígeno explota a bordo del Apolo 13, poniendo en gran peligro a los tres tripulantes de la nave, que iban camino a la Luna.
- 1972: la Unión Postal Universal decide reconocer la República Popular China como única representante de China en el mundo, excluyendo a la República de China administrada desde Taiwán.

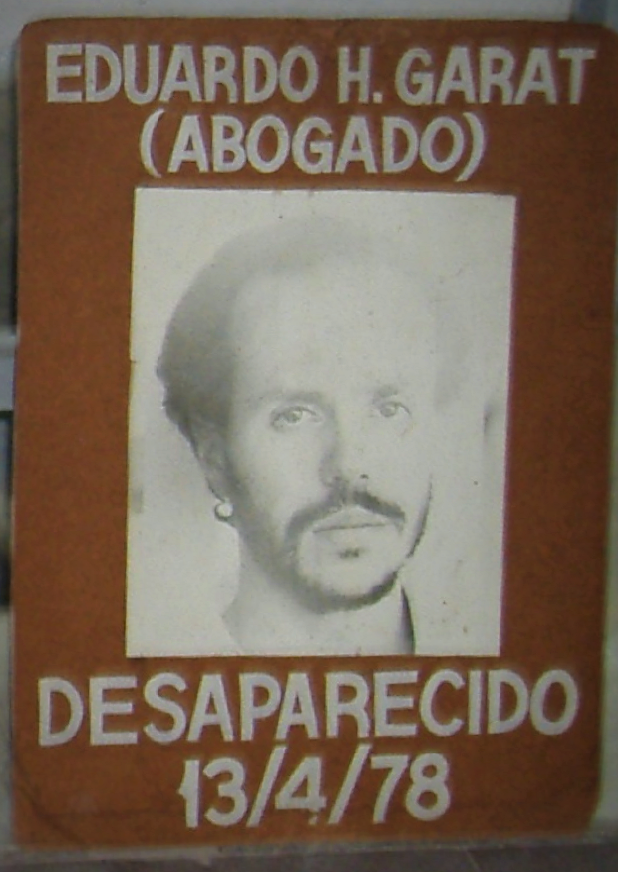
Eduardo Garat

- 1974: la Western Union (en cooperación con la NASA y Hughes Aircraft) lanzan el satélite geoestacionario Westar 1, el primero puesto en órbita de forma comercial del mundo.
- 1975: en Líbano, una milicia falangista mata 27 civiles palestinos y marca el inicio de la guerra civil en el país, que duraría 15 años.
- 1978: en el centro de la ciudad de Rosario, la dictadura cívico-militar argentina secuestra y desaparece (o sea, asesina sin dejar registro de la ubicación de los restos) al abogado defensor peronista Eduardo Garat (32).
- 1978: en España, la reunión de parlamentarios andaluces (celebrada en la Diputación Provincial de Málaga) aprueba el proyecto del régimen autonómico andaluz.
- 1979: Tanzania y Zambia reconocen a Yusufu Lule como presidente de Uganda.
- 1980: el astrónomo Antonín Mrkos descubre el asteroide (4238) Audrey.
- 1983: en Chicago, Harold Washington es elegido como el primer alcalde negro de la historia.
- 1984: en la frontera con Pakistán, el ejército indio penetra en el glaciar de Siachen con el fin de anexionarse más territorio dentro de la «línea de control».
- 1985: en Albania, Enver Hoxha es sucedido por Ramiz Alia como líder.
- 1987: Portugal y la República Popular China firman el tratado por el cual Macao volverá a ser territorio chino en 1999.

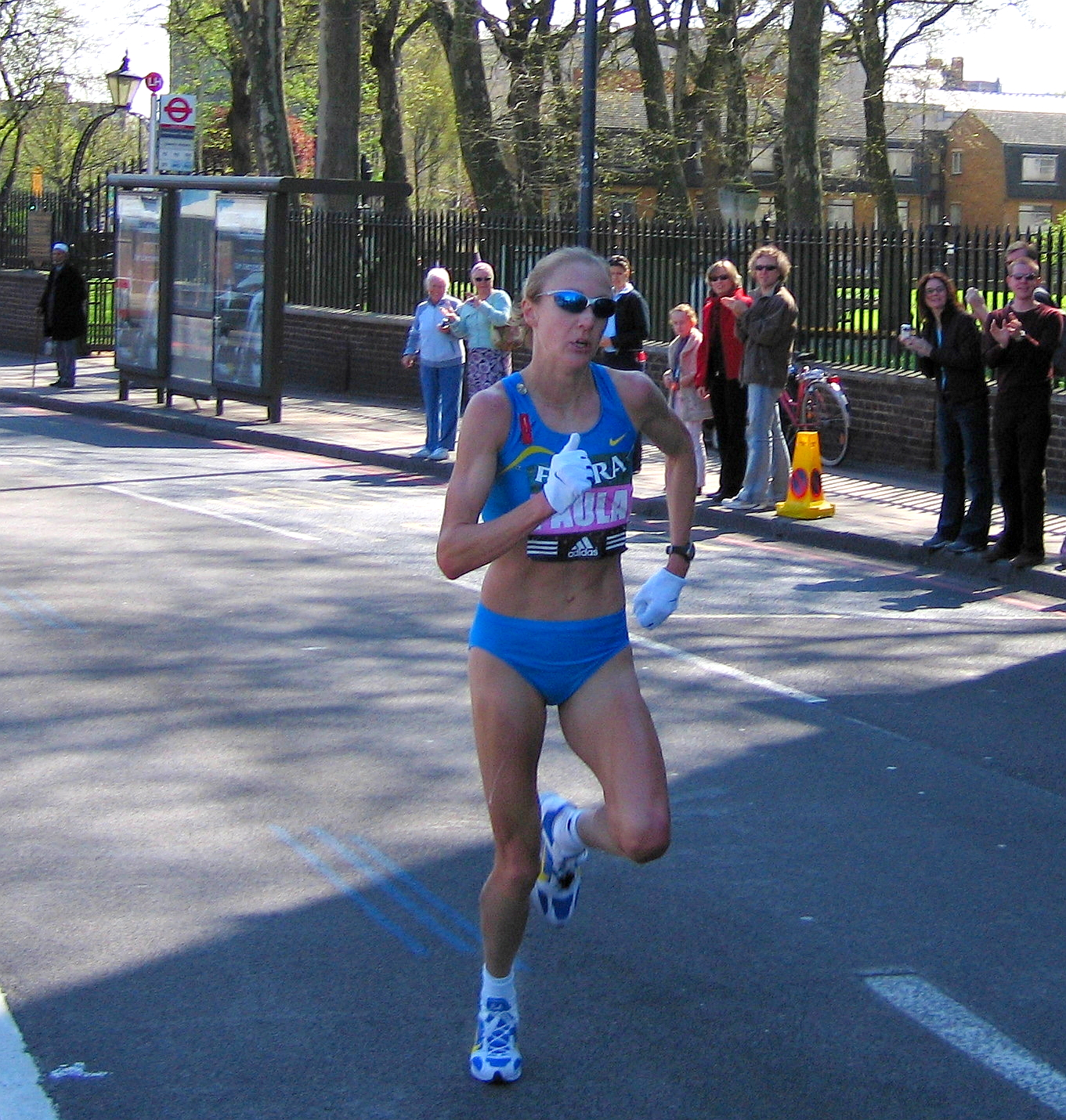
Paula Radcliffe

- 1992: Neil Kinnock renuncia a ser el líder del Partido Laborista después de la derrota sufrida en las elecciones generales de Gran Bretaña.
- 1993: el cantante puertorriqueño Ricky Martin, publica su segundo álbum de estudio como solista titulado Me amarás. producido en Madrid por el español Juan Carlos Calderón.
- 1997: Tiger Woods se convierte en el golfista más joven que gana el Masters de Augusta.
- 2000: en Bolivia, el parlamento aprueba el estado de sitio decretado por el presidente Hugo Bánzer el 8 de abril de ese año.
- 2001: en Paraguay muere el niño Héctor Maciel (16) durante el servicio militar obligatorio. Es la víctima n.º 106 del ejército desde el derrocamiento del dictador Alfredo Stroessner, en 1989.[2]
- 2002: en Venezuela, el presidente Hugo Chávez reasume el poder luego de haber sido depuesto por un golpe de Estado dos días antes.
- 2003: en el Maratón de Londres, la corredora británica Paula Radcliffe impone nuevo récord mundial en la especialidad atlética del maratón femenino, tras cronometrar una marca de 2 horas, 15 minutos y 25 segundos.
- 2009: se publica en línea la primera página del webcómic Homestuck creado por Andrew Hussie.

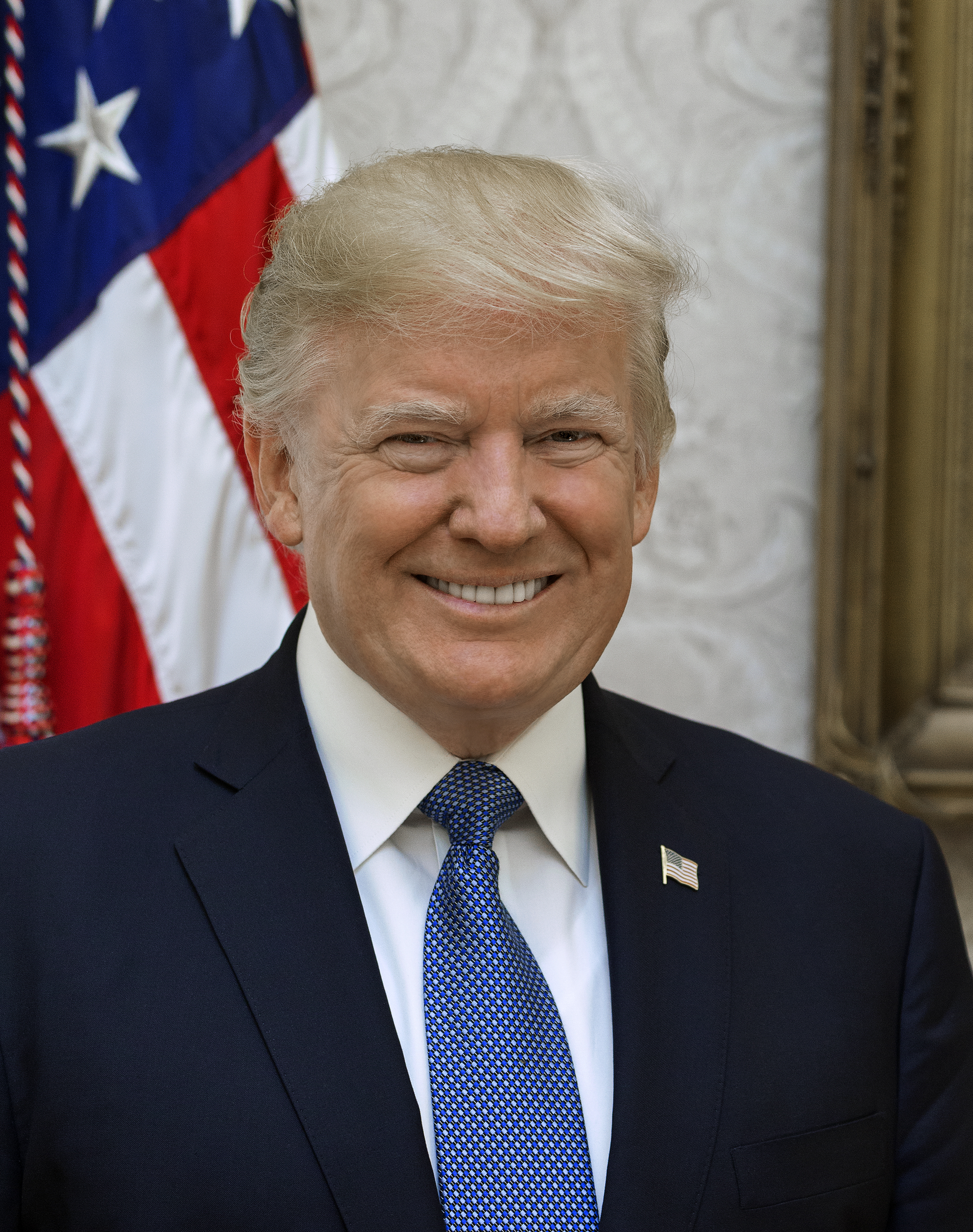
Donald Trump

- 2010: un terremoto en la provincia occidental china de Qinghai, de magnitud 7,1 en la escala Ritcher, provoca al menos 300 muertos.
- 2012: De madrugada, el rey de España Juan Carlos I, tropieza y sufre una aparatosa caída en un bungaló de lujo en Botsuana, a donde se había desplazado en secreto a practicar la cacería de elefantes junto a su amante y varios amigos. Dada la gravedad del accidente, tendría que regresar a España, cuya economía se encuentra muy debilitada a raíz de la crisis de 2008, causando un gran malestar social e iniciando la etapa más crítica de su reinado.
- 2012: en México dos sismos sacuden gran parte del país, El primero fue de 5,4 grados en la escala de Richter a las 5:10 (hora local). El segundo fue de 5,3 grados Richter a las 8:06.
- 2014: en Nicaragua sucede un sismo de poca intensidad, que ―según expertos―, activa la falla del terremoto de 1972. Horas después, a las 23:07 (hora local), cerca del volcán Apoyeque, sucede una réplica (con una magnitud de 5,6 en la escala de Richter) del terremoto de tres días antes; solo causa daños materiales.
- 2017: en la provincia de Nangarjar (Afganistán) a las 19:32 (hora local), el Ejército de los Estados Unidos lanza la bomba GBU-43/B Massive Ordnance Air Blast (MOAB) contra supuestos túneles y personal de la banda terrorista Estado Islámico durante la administración de Donald Trump, con James Mattis como secretario de Defensa.
- 2018: en Washington D. C. (Estados Unidos), el presidente Donald Trump ordena el bombardeo a bases militares de Siria, en respuesta del ataque con sarín supuestamente perpetrado por el presidente Bashar al-Ásad contra civiles sirios en Guta.
- 2018: en Rusia tras ganar un juicio, el organismo Roskomnadzor anuncia el bloqueo a nivel nacional de la aplicación de mensajería Telegram.

## Nacimientos
- 1519: Catalina de Médici, reina francesa (f. 1589).
- 1546: Isabel de Valois, reina española (f. 1568).
- 1570: Guy Fawkes, conspirador inglés (f. 1606).
- 1573: Cristina de Holstein-Gottorp, reina consorte sueca (f. 1625).
- 1593: Thomas Wentworth, aristócrata inglés (f. 1641).
- 1648: Madame Guyon, mística francesa (f. 1717).
- 1729: Thomas Percy, obispo británico (f. 1811).
- 1732: Frederick North, aristócrata y primer ministro británico (f. 1792).

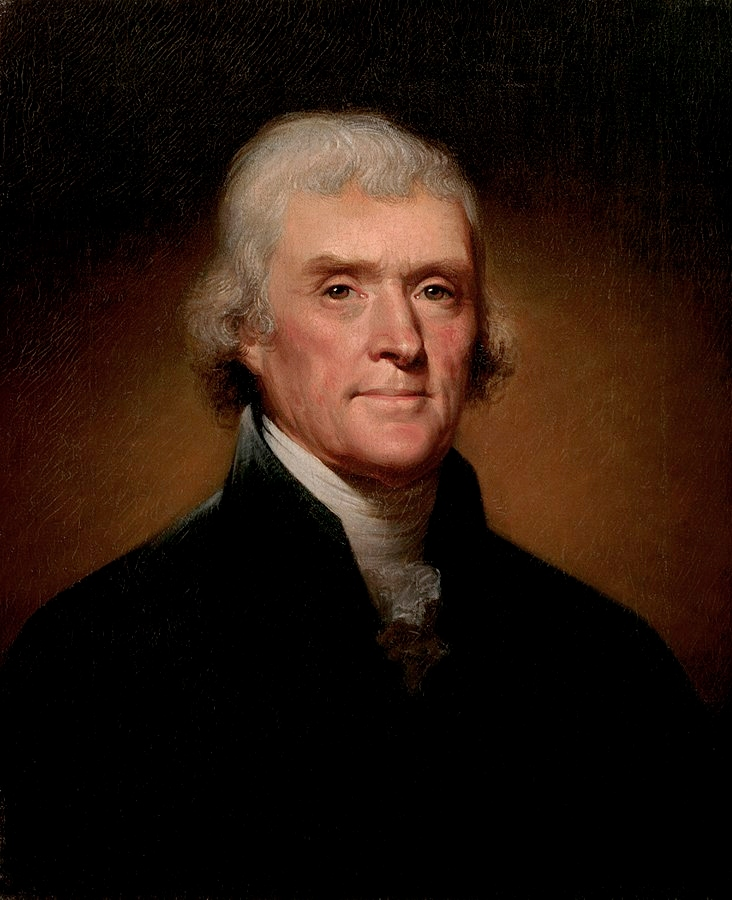
Thomas Jefferson

- 1743: Thomas Jefferson, político estadounidense, 2.º vicepresidente desde 1797 hasta 1801 y 3.º presidente desde 1801 hasta 1809 (f. 1826).
- 1747: Luis Felipe II de Orleans, aristócrata francés (f. 1793).
- 1759: Maximiliano de Sajonia, noble sajón (f. 1838).
- 1762: Hermenegildo Galeana, militar mexicano (f. 1814).
- 1769: Thomas Lawrence, pintor británico (f. 1830).
- 1771: Richard Trevithick, ingeniero e inventor británico (f. 1833).
- 1784: Friedrich von Wrangel, mariscal prusiano (f. 1877).
- 1787: John Robertson, político estadounidense (f. 1873).
- 1802: Leopold Fitzinger, zoólogo austríaco (f. 1884).
- 1808: Antonio Meucci, ingeniero italiano, inventor del teléfono (f. 1889).
- 1825: Francisco Linares Alcántara, militar y político venezolano (f. 1878).
- 1832: Juan Montalvo, escritor liberal ecuatoriano (f. 1889).
- 1832: Hermenegildo Bustos, pintor mexicano (f. 1907).

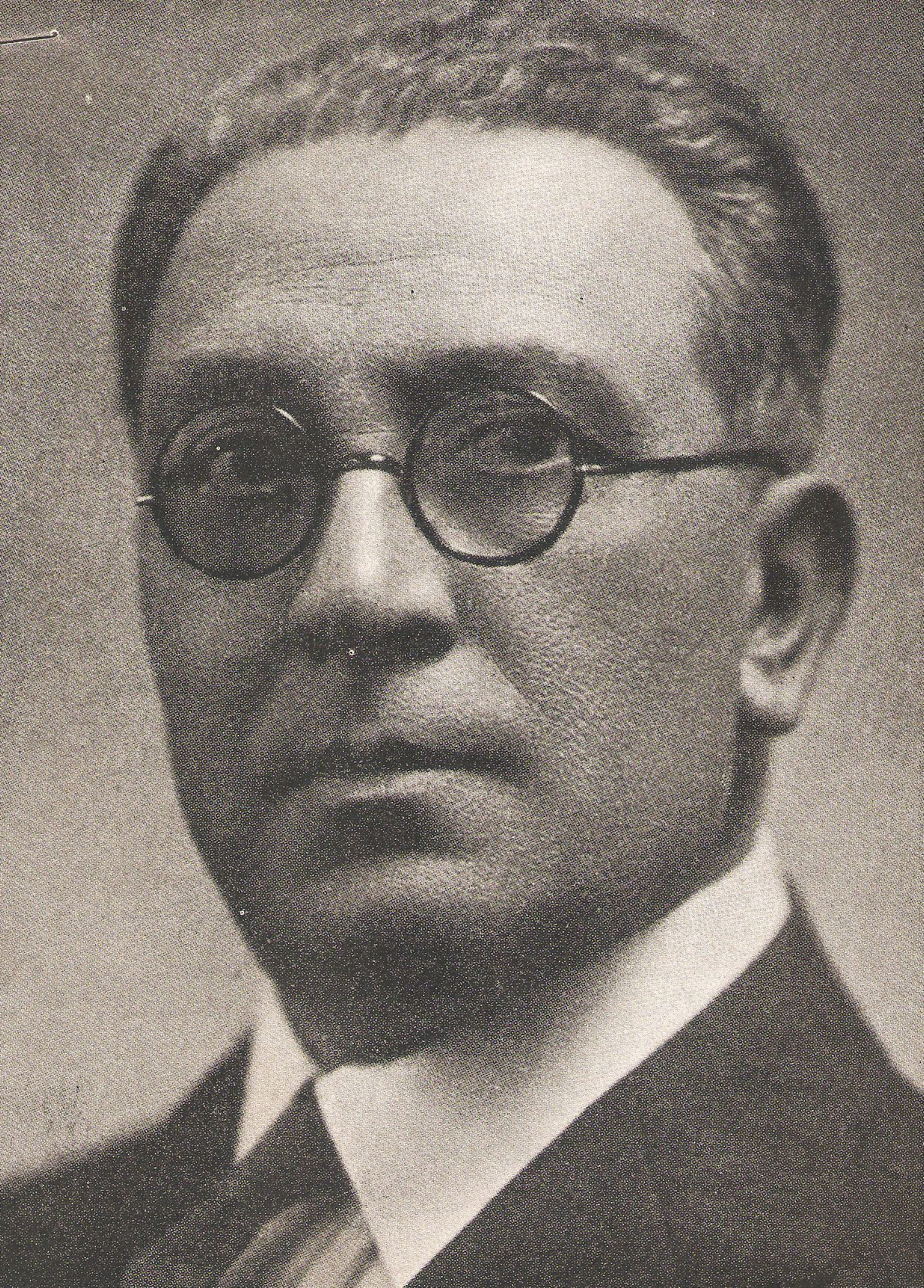
Enrique González Martínez

- 1841: Louis-Ernest Barrias, escultor francés (f. 1905).
- 1849: Enrique José Varona, maestro, poeta, doctor en Filosofía y Letras y político cubano (f. 1933).
- 1851: Robert Abbe, médico estadounidense (f. 1928).
- 1852: Franklin Winfield Woolworth, magnate estadounidense (f. 1919).
- 1860: James Ensor, pintor belga (f. 1949).
- 1863: Emilio Martínez Martínez, médico y académico cubano, creador de la cátedra de Otorrinolaringología en la Facultad de Medicina de la Universidad de La Habana.
- 1866: Butch Cassidy, forajido estadounidense (f. 1908).
- 1871: Enrique González Martínez, poeta, médico y diplomático mexicano (f. 1952).
- 1877: Enrique Flores Magón, periodista y político revolucionario mexicano (f. 1954).
- 1885: Georg Lukács, filósofo y crítico húngaro (f. 1971).
- 1889: Pastora Imperio, bailaora y actriz española (f. 1979).
- 1891: Nella Larsen, novelista estadounidense (f. 1964).
- 1892: sir Robert Watson-Watt, físico e inventor británico (f. 1973).
- 1894: Ludvig Irgens-Jensen, compositor noruego (f. 1969).

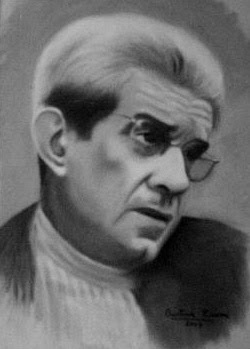
Jacques Lacan

- 1897: Werner Voss, piloto y militar alemán (f. 1917).
- 1899: Alfred Schütz, sociólogo y filósofo austriaco (f. 1959).
- 1900: Pierre Molinier, pintor, fotógrafo y poeta francés (f. 1976).
- 1901: Jacques Lacan, psicoanalista y filósofo francés (f. 1981).
- 1904: sir David Robinson, emprendedor y filántropo británico (f. 1987).
- 1906: Samuel Beckett, escritor irlandés, premio nobel de literatura en 1969 (f. 1989).
- 1906: Bud Freeman, músico estadounidense (f. 1991).
- 1907: Antonio Ortiz Ramírez, anarcosindicalista español (f. 1996).
- 1909: Stanisław Ulam, matemático polaco (f. 1984).

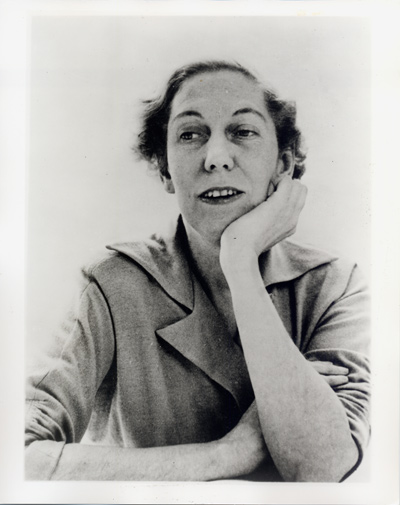
Eudora Welty

- 1909: Eudora Welty, escritora y fotógrafa estadounidense (f. 2001).
- 1913: Jesús Martínez «Palillo», actor mexicano (f. 1994).
- 1914: Manuel Sadosky, matemático, físico e informático argentino (f. 2005).
- 1914: Elías Konsol, poeta y traductor sirio-argentino (f. 1981).
- 1919: Howard Keel, actor estadounidense (f. 2004).
- 1919: Madalyn Murray O'Hair, activista atea estadounidense (f. 1995).
- 1919: Nya Quesada, actriz argentina (f. 2013).
- 1920: Roberto Calvi, banquero italiano (f. 1982).
- 1920: Claude Cheysson, político francés (f. 2012).
- 1920: Liam Cosgrave, político irlandés (f. 2017).
- 1921: Dona Ivone Lara, cantante y compositora brasileña (f. 2018).
- 1922: John Braine, novelista británico (f. 1986).
- 1922: Julius Nyerere, estadista tanzano (f. 1999).

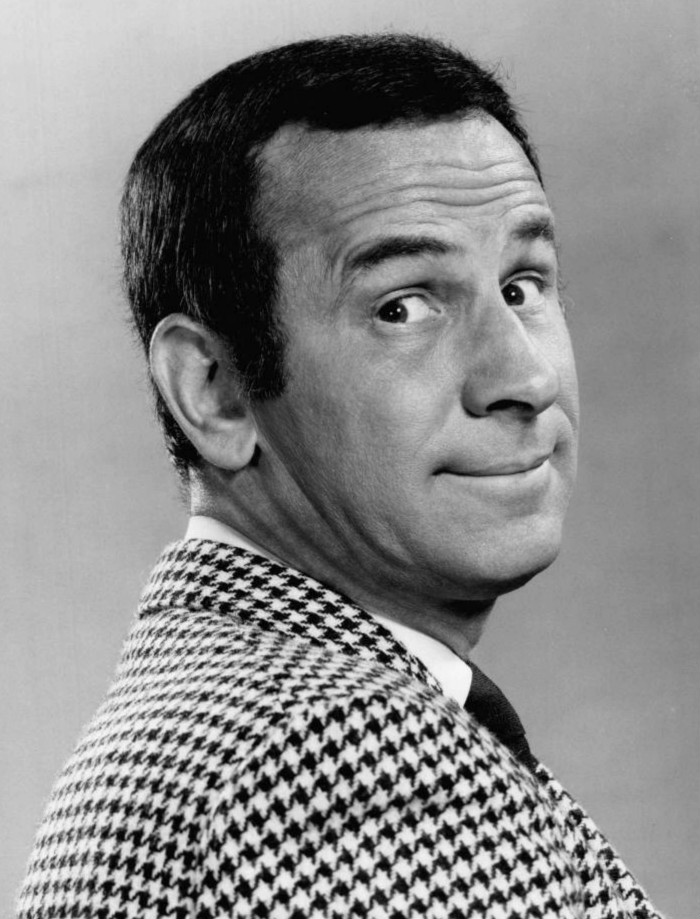
Don Adams

- 1923: Don Adams, actor estadounidense (f. 2005).
- 1923: Fernando Lázaro Carreter, filólogo español (f. 2004).
- 1924: Cachimbal (Juan Guillermo Brenes), político costarricense (f. 2011).
- 1924: Jack Chick, historietista y evangelista estadounidense (f. 2016).
- 1924: Stanley Donen, coreógrafo y cineasta estadounidense (f. 2019).
- 1924: Jorge Eduardo Eielson, poeta peruano (f. 2006).
- 1925: Geneviève de Galard, enfermera francesa.
- 1928: Alan Clark, político británico (f. 1999).
- 1928: Matilde Conesa, actriz de voz española (f. 2015).
- 1928: José Agustín Goytisolo, poeta español (f. 1999).
- 1929: Carlos Florit, abogado y político argentino (f. 2010).
- 1930: Manuel Cepeda, fue un abogado, periodista, político colombiano (f. 1994).
- 1931: Dan Gurney, piloto y dueño de equipo de automovilismo estadounidense (f. 2018).
- 1931: Robert Enrico, cineasta y guionista francés (f. 2001).
- 1932: Rolando Goyaud, investigador científico, periodista y escritor argentino (f. 2016).
- 1932: Orlando Letelier, político socialista chileno (f. 1976), quien será asesinado por terroristas cubanos de Miami por orden del dictador Augusto Pinochet.[3]
- 1933: Ben Nighthorse Campbell, político y yudoca estadounidense.
- 1933: Elio Carmichael, muralista mexicano (f. 2014).
- 1934: Lyle Waggoner, actor estadounidense (f. 2020).
- 1935: Julio Nieto Bernal, periodista y locutor de radio colombiano (f. 2008).

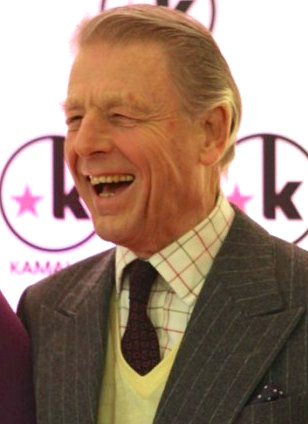
Edward Fox

- 1937: Edward Fox, actor británico.
- 1939: Seamus Heaney, poeta irlandés, premio nobel de literatura en 1995 (f. 2013).
- 1939: Paul Sorvino, actor estadounidense (f. 2022).
- 1940: Jean-Marie Gustave Le Clézio, novelista francés, premio nobel de literatura en 2008.
- 1940: Max Mosley: piloto británico de automovilismo (f. 2021).
- 1941: Michael Stuart Brown, médico estadounidense, premio nobel de medicina en 1985.

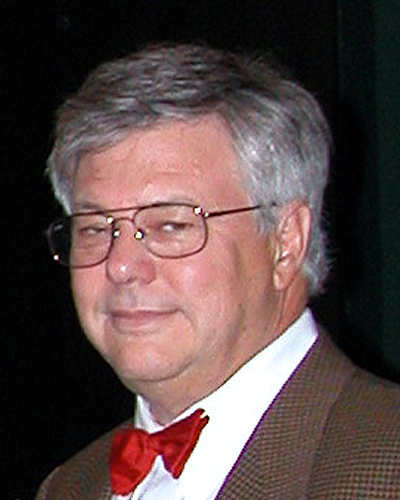
Michael Stuart Brown

- 1941: Kepa Amuchástegui, actor, director y guionista colombiano (f. 2025).
- 1942: Ataol Behramoğlu, poeta y traductor turco.
- 1942: Ricardo Blázquez, cardenal católico español.
- 1942: Bill Conti, compositor estadounidense.
- 1942: Pedro Marchetta, futbolista y entrenador argentino (f. 2022).
- 1944: Hermenegildo Medina Agüero, activista, músico y poeta paraguayo.
- 1944: Pedro Mari Zabalza, jugador y entrenador de fútbol español.
- 1945: Lowell George, cantante y guitarrista estadounidense (f. 1979).
- 1945: Judy Nunn, actriz australiana.
- 1946: Al Green, cantante estadounidense.
- 1946: Juan David Ochoa Vásquez, narcotraficante colombiano (f. 2013).
- 1947: Amaury Germán Aristy, político y revolucionario dominicano (f. 1972).
- 1948: Norma Abdala de Matarazzo, política argentina.
- 1948: Juan Alberto Taverna, futbolista argentino (f. 2014).
- 1949: Christopher Hitchens, escritor y periodista angloestadounidense (f. 2011).
- 1949: Ricardo Zunino, piloto argentino de automovilismo.

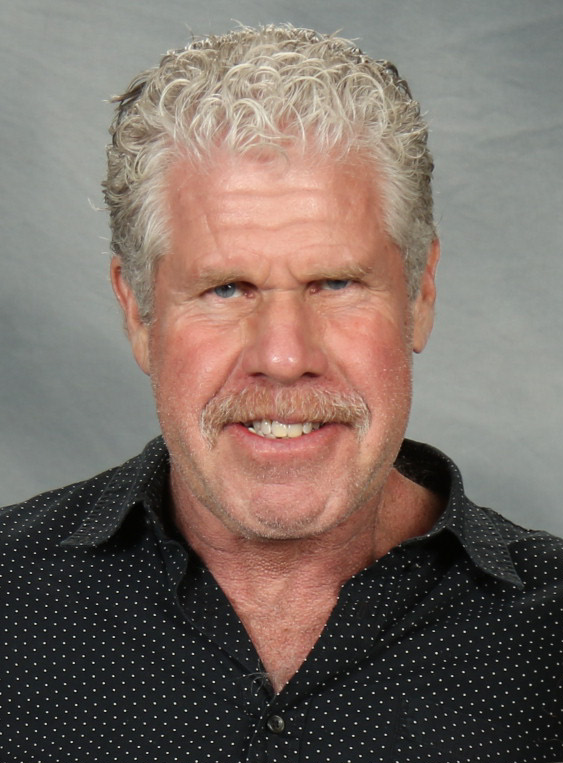
Ron Perlman

- 1950: Ron Perlman, actor estadounidense.
- 1950: William Sadler, actor estadounidense.
- 1951: Peabo Bryson, cantante estadounidense.
- 1951: Peter Davison, actor británico.
- 1951: Joachim Streich, futbolista alemán (f. 2022).
- 1951: Max Weinberg, baterista estadounidense.
- 1953: Amparo Guillén, actriz ecuatoriana (f. 2024).
- 1955: José Alperovich, político argentino.
- 1955: Ole von Beust, político alemán.
- 1955: Lupe Pintor, boxeador mexicano.
- 1957: Saundra Santiago, actriz estadounidense.
- 1957: Amy Goodman, periodista y activista estadounidense.
- 1959: Salva Maldonado, entrenador de baloncesto español.
- 1960: Olaf Ludwig, ciclista alemán.

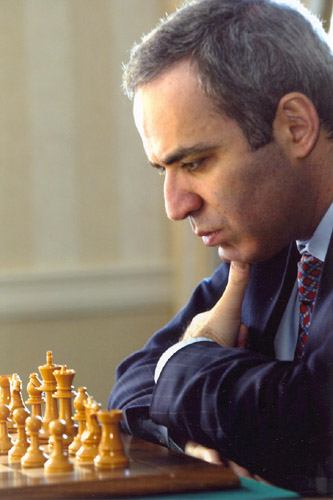
Garri Kaspárov

- 1960: Rudi Völler, futbolista y entrenador alemán.
- 1961: Carlos Pagni, periodista argentino.
- 1961: Hiro Yamamoto, bajista japonés.
- 1962: Hillel Slovak, guitarrista estadounidense (f. 1988).
- 1962: Jorge Muñoz Wells, abogado y político peruano.
- 1963: Garri Kaspárov, ajedrecista y político soviético, nacionalizado croata.
- 1964: Miguel Colino, bajista español.
- 1964: Caroline Rhea, actriz y cineasta canadiense.
- 1964: Mayra Rojas, presentadora de televisión y actriz mexicana.
- 1964: Eusebio Sacristán, futbolista y entrenador español.
- 1966: Marc Ford, guitarrista estadounidense.
- 1966: Ali Boumnijel, futbolista tunecino.
- 1966: Montserrat Oliver, modelo y actriz mexicana.
- 1966: Ado Sanz Milá, locutor, periodista y profesor universitario cubano (f. 2015).
- 1967: Marcelo Cezán, actor, presentador y cantante colombiano.
- 1967: Olga Tañón, cantante puertorriqueña.

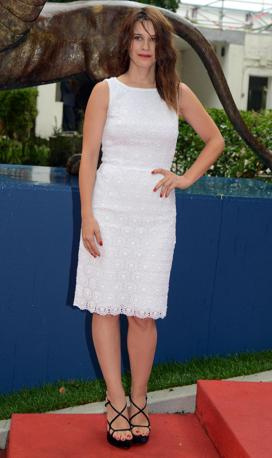
Valentina Cervi

- 1968: Jørn Stubberud, bajista noruego.
- 1970: Monty Brown, luchador estadounidense.
- 1970: Eduardo Capetillo, cantante y actor mexicano.
- 1970: Rick Schroder, actor y director de cine estadounidense.
- 1971: Diana Lázaro, actriz y presentadora española.
- 1971: Bo Outlaw, baloncestista estadounidense.
- 1971: D'Arcy Quinn, periodista y presentadora colombiana.
- 1971: Aldous Valensia Clarkson, músico neerlandés.
- 1972: Aaron Lewis, cantante estadounidense.
- 1972: Roxana Martínez, modelo y vedette argentina.
- 1973: Roberto F. Canuto, cineasta español.
- 1973: Bokeem Woodbine, actor estadounidense.
- 1975: Lou Bega, cantante alemán.
- 1975: Frank Blanco, presentador de radio y televisión español.
- 1975: Victoria Villarruel, política argentina, Vicepresidenta de Argentina desde 2023.
- 1976: Jonathan Brandis, actor estadounidense (f. 2003).
- 1976: Valentina Cervi, actriz italiana.
- 1976: Yoo Ji-tae, actor y director surcoreano.
- 1978: Kyle Howard, actor estadounidense.

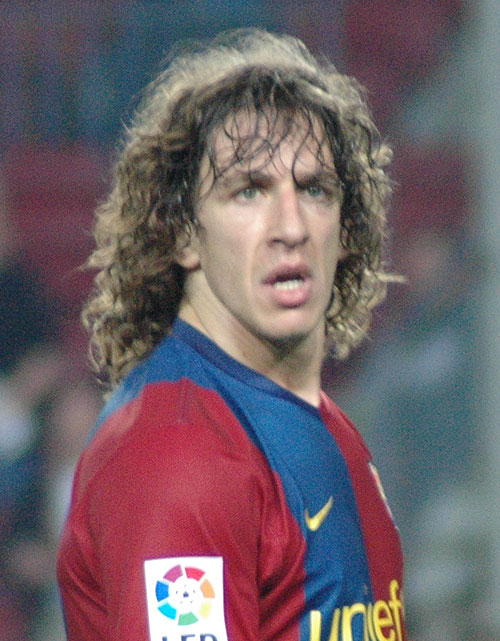
Carles Puyol

- 1978: Carles Puyol, futbolista español.
- 1978: Luis Tonelotto, futbolista argentino.
- 1979: Baron Davis, baloncestista estadounidense.
- 1979: Nereo Fernández, futbolista argentino.
- 1979: Ivica Križanac, futbolista croata.
- 1979: Meghann Shaughnessy, tenista estadounidense.
- 1980: Quentin Richardson, baloncestista estadounidense.
- 1980: Kelli Giddish, actriz estadounidense.
- 1981: Jack Jewsbury, futbolista estadounidense.
- 1982: Sabrina Carballo, actriz argentina.
- 1982: Ty Dolla Sign, músico estadounidense.
- 1983: Claudio Bravo, futbolista chileno.
- 1983: Henri Traoré, futbolista burkinés.
- 1984: Hiro Mizushima, actor, productor y escritor japonés.
- 1987: Vanesa Restrepo, actriz colombiana.

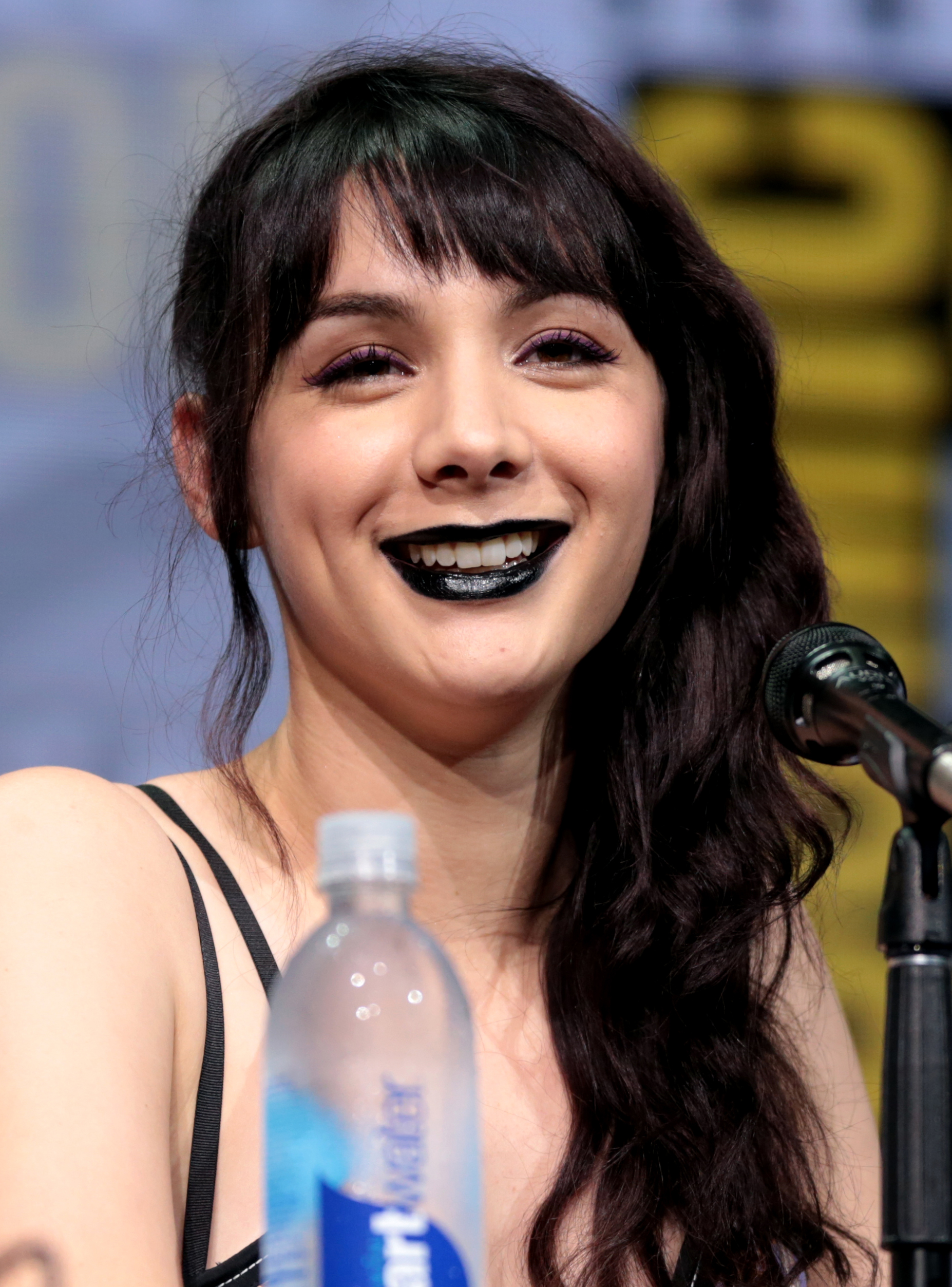
Hannah Marks

- 1988: Anderson Luís de Abreu Oliveira, futbolista brasileño.
- 1989: Juan Anangonó, futbolista ecuatoriano.
- 1990: Vicky Fleetwood, jugadora de rugby británica.
- 1991: Ulises Dávila, futbolista mexicano.
- 1991: Daniel Ginczek, futbolista alemán.
- 1991: Akeem Adams, futbolista trinitense (f. 2013).
- 1993: Hannah Marks, actriz, y cineasta estadounidense.
- 1993: Jay Torres, cantante, modelo y actor puertorriqueño.
- 1994: Mahmoud Kahraba, futbolista egipcio.
- 1994: Tortol Lumanza, futbolista belga.
- 1995: Bohdan Syroyid, pianista y compositor español de origen ucraniano.
- 1995: Melisa Hasanbegović, futbolista bosnia.
- 1996: Laura Escanes: modelo e influencer española.
- 1996: Marko Grujić, futbolista serbio.
- 1996: Marcos Felipe, futbolista brasileño.
- 1996: Kristoffer Halvorsen, ciclista noruego.
- 1997: Keisuke Kurokawa, futbolista japonés.
- 1997: Fanny Velásquez, futbolista chilena.
- 1998: Paige Satchell, futbolista neozelandesa.
- 1998: Álvaro Fernández Llorente, futbolista español.
- 1998: Kakeru Funaki, futbolista japonés.
- 1999: Alessandro Bastoni, futbolista italiano.
- 1999: András Schäfer, futbolista húngaro.
- 1999: Yago Gandoy, futbolista español.
- 1999: Meskerem Mamo, atleta etíope.
- 1999: Jonathan González, futbolista mexicano-estadounidense.
- 1999: Braian Salvareschi, futbolista argentino.
- 2000: Nancy Jewel McDonie, actriz y cantante surcoreana-estadounidense.
- 2000: Khea, artista argentino.
- 2000: Ofelia Fernández, activista, exdirigente estudiantil, y política argentina.
- 2000: Mohamed Airam Ramos, futbolista español.
- 2000: Facundo Torres, futbolista uruguayo.
- 2000: Isabelle Boffey, atleta británica.
- 2000: Rasmus Dahlin, jugador de hockey sobre hielo sueco.
- 2002: Musa Qurbanlı, futbolista azerí.
- 2003: Olivia Sanabia, actriz y cantante estadounidense.

## Fallecimientos
- 585: Hermenegildo, príncipe visigodo (n. 564).
- 799: Pablo el Diácono, monje y cronista italiano (c. 710).
- 814: Krum, rey búlgaro (c. 770).
- 1093: Vsévolod I, príncipe de Kiev (n. 1030).
- 1605: Borís Godunov, zar ruso (c. 1551).
- 1612: Sasaki Kojirō, samurái japonés (n. 1585).
- 1684: Nicolás Antonio, erudito y bibliófilo español (n. 1617).
- 1695: Jean de La Fontaine, fabulista y cuentista francés (n. 1621).
- 1756: Johann Gottlieb Goldberg, músico alemán (n. 1727).
- 1794: Nicolas Chamfort, escritor francés (n. 1741).
- 1826: Franz Danzi, compositor y músico alemán (n. 1763).

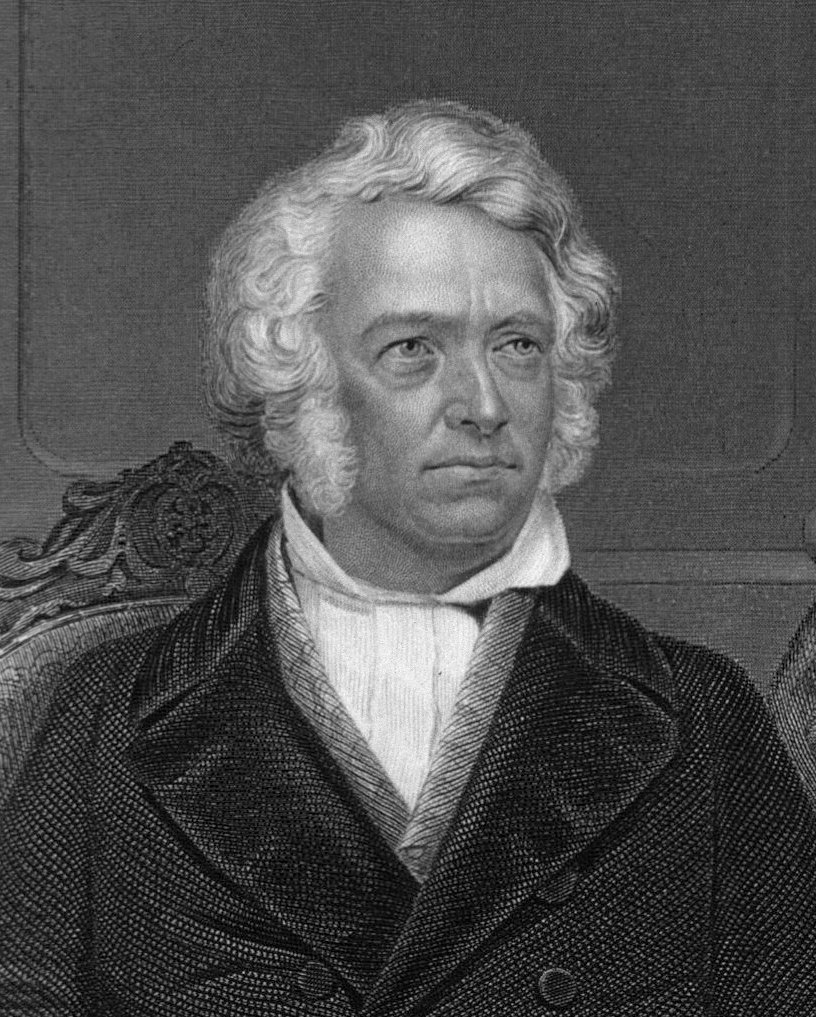
Leopold Gmelin

- 1853: Leopold Gmelin, químico y naturalista alemán (n. 1788).
- 1855: Henry de la Beche, geólogo británico (n. 1796).
- 1868: Teodoro II, emperador etíope (c. 1818).
- 1880: Robert Fortune, botánico y explorador británico (n. 1812).
- 1882: Bruno Bauer, filósofo y teólogo alemán (n. 1809).
- 1908: Eleuterio Delgado, político español (n. 1852).
- 1910: Mary Anne Atwood, alquimista y escritora esotérica británica (n. 1817).
- 1912: Takuboku Ishikawa, poeta japonés (n. 1886).
- 1913: Luis Acevedo Acevedo, aviador y ciclista chileno (n. 1885).
- 1918: Lavr Kornílov, militar ruso (n. 1870).
- 1929: Fernando Figueredo Socarrás, historiador cubano.
- 1941: Annie Jump Cannon, astrónoma estadounidense (n. 1863).
- 1944: Cécile Chaminade, compositora y pianista francesa (n. 1857).
- 1945: Ernst Cassirer, filósofo y sociólogo alemán (n. 1874).
- 1951: Bala Sahib, político, artista y yogui indio (n. 1868).
- 1954: Paul Brunbrouck, militar francés (n. 1926).

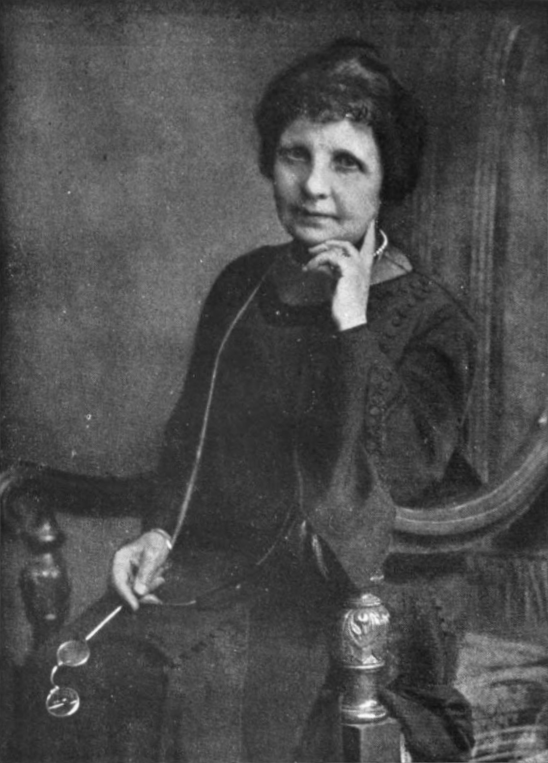
Blanca de los Ríos

- 1956: Blanca de los Ríos, escritora y pintora española (n. 1859).
- 1966: Abdul Salam Arif, político y militar iraquí (n. 1921).
- 1966: Georges Duhamel, médico y escritor francés (n. 1884).
- 1967: Luis Somoza Debayle, dictador nicaragüense (n. 1922).
- 1975: Larry Parks, actor estadounidense (n. 1914).
- 1977: Aleksandr Rodímtsev, militar soviético (n. 1905).
- 1983: Mercè Rodoreda, escritora española (n. 1908).
- 1984: Richard Hurndall, actor británico (n. 1910).
- 1984: Ralph Kirkpatrick, músico estadounidense (n. 1911).
- 1986: Stephen Stucker, actor estadounidense (n. 1947).
- 1993: Isaac Rojas, militar y dictador antiperonista argentino (n. 1906).
- 1993: Wallace Stegner, escritor, historiador y ambientalista estadounidense (n. 1909).
- 1996: James Burke, gánster estadounidense de ascendencia irlandesa (n. 1931).
- 1999: Willi Stoph, político alemán (n. 1914).
- 2000: Giorgio Bassani, escritor italiano (n. 1916).
- 2001: Mario David, guionista y cineasta argentino (n. 1930).
- 2003: Raúl Shaw Moreno, cantante y compositor boliviano (n. 1923).
- 2005: Johnnie Johnson, músico estadounidense (n. 1924).
- 2005: Philippe Volter, actor belga (n. 1959).
- 2007: Hans Koning, escritor y polemista neerlandés (n. 1921).
- 2008: Elías Amézaga, escritor español (n. 1921).
- 2008: John Archibald Wheeler, físico estadounidense, creador del término "agujero negro" (n. 1911); por neumonía.
- 2009: Abel Paz, escritor, historiador autodidacta y anarcosindicalista español (n. 1921).
- 2013: Chi Cheng, músico estadounidense (n. 1970).
- 2014: Ernesto Laclau, filósofo, escritor y teórico político argentino (n. 1935).
- 2015: Oscar Castro, ajedrecista colombiano (n. 1953).
- 2015: Eduardo Galeano, escritor y periodista uruguayo (n. 1940).
- 2015: Günter Grass, escritor y artista alemán (n. 1927).
- 2016: Mariano Mores, pianista y compositor argentino (n. 1918).
- 2018: Miloš Forman, cineasta y guionista checo (n. 1932).
- 2019: Paul Greengard, neurólogo estadounidense, premio nobel de medicina en 2000 (n. 1925).
- 2020: Landelino Lavilla, político español (n. 1934).
- 2021: Isi Leibler, activista judío australiano-israelí (n. 1934).
- 2021: Slick Leonard, baloncestista estadounidense (n. 1932).
- 2022: Freddy Rincón, futbolista y entrenador colombiano (n. 1966).
- 2022: Jorge Trías, abogado, político y escritor español (n. 1948).
- 2022: Letizia Battaglia, fotógrafa, fotorreportera y política italiana (n. 1935).
- 2022: Michel Bouquet, actor de teatro y cine francés (n. 1925).
- 2025: Mario Vargas Llosa, escritor peruano, premio nobel de literatura en 2010 (n. 1936).

## Celebraciones
- Día Internacional del Beso.

Compartidas
- Bengala, Birmania, Camboya y Tailandia: Último día del año.

 Por países
(Por orden alfabético)
- Argentina: 
  - Día del Kinesiólogo.

- Ecuador: 
  - Día del Maestro.
En honor al nacimiento del escritor Juan Montalvo.

- Venezuela: 
  - Día de la Milicia Nacional Bolivariana.

### Santoral Católico

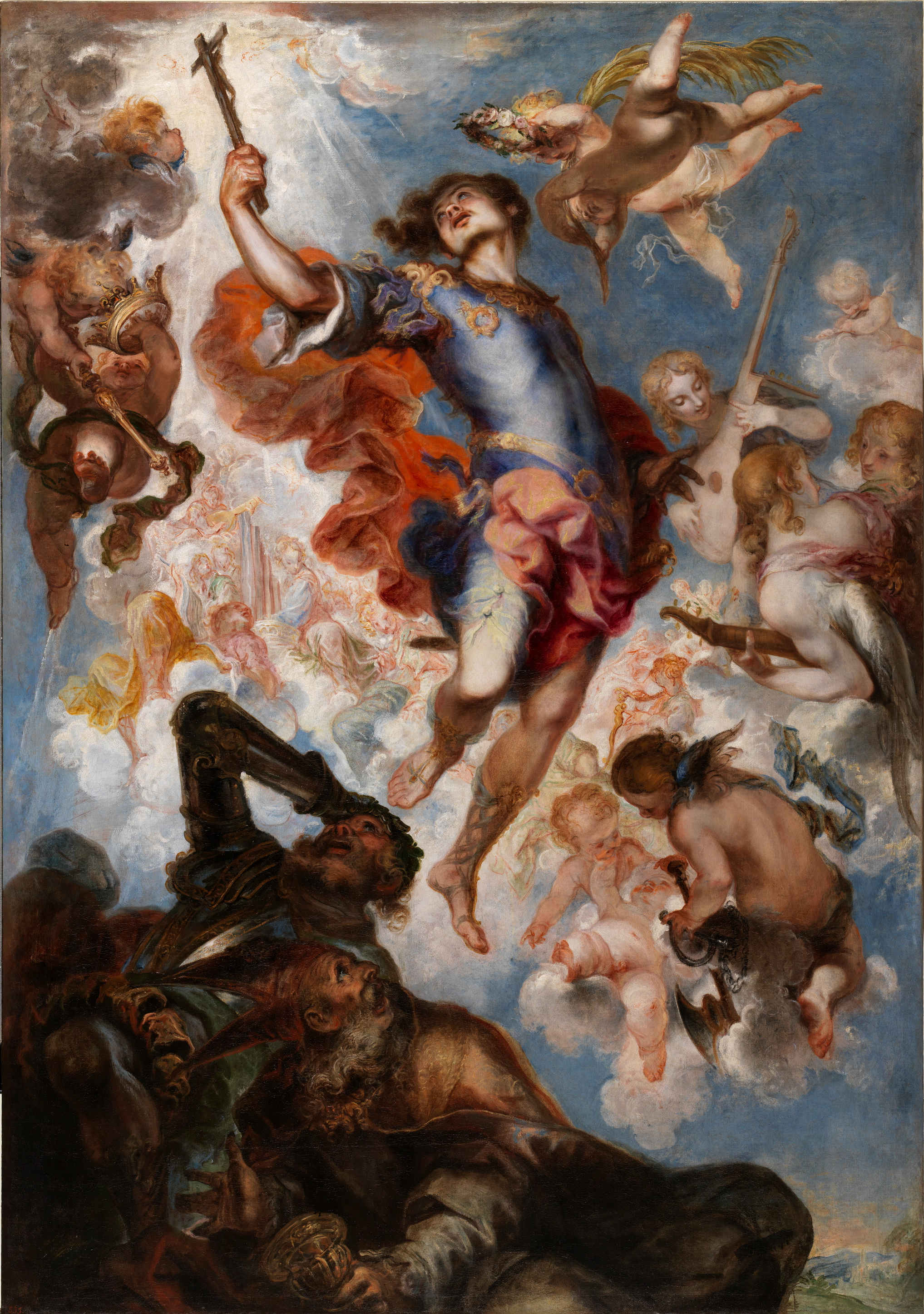
El triunfo de san Hermenegildo por Francisco de Herrera el Mozo, 1654. Museo del Prado de Madrid.

- Santa Agatónica de Pérgamo, mártir griega.
- San Carádoco, presbítero y ermitaño galés.
- San Carpo de Pérgamo, mártir griego.
- San Edmundo Catherick, mártir inglés.
- San Hermenegildo, noble y mártir hispano. (imagen ilustrativa).
- San Juan Lockwood, mártir inglés.
- San Martín I, 74.º papa.
- San Pápilo de Pérgamo, mártir griego.
- San Sabás Reyes Salazar, sacerdote y mártir mexicano.
- San Urso, obispo italiano.
- Beato Albertino de Montone, abad italiano.
- Beato Francisco Dickinson, mártir inglés.
- Beata Ida de Boulogne, noble francesa.
- Beata Ida de Lovaina, monja flamenca.
- Beata Margarita de Cittá, religiosa italiana.
- Beato Milón Gerard, mártir inglés.
- Beato Rolando Rivi, seminarista y mártir italiano.
- Beato Serafino Morazzone, presbítero italiano.
- Beato Juan Bernardo Scubilión, religioso francés.